# 特·赛音巴雅尔
特·赛音巴雅尔（1938年—2016年11月9日），男，蒙古族，内蒙古兴安盟（或黑龙江泰来县）人，中国少数民族文学研究家，中国少数民族文学馆创建者、馆长，被誉为“少数民族的巴金”。
1958年，毕业于内蒙古师范大学。历任教师、干部、编辑、记者、翻译等职。1980年，调入中国作家协会《民族文学》杂志社。2007年，创建中国少数民族文学馆并被聘为馆长。2016年11月，在北京逝世。